# Höglandsparken
Höglandsparken est un parc public situé dans les quartiers de Höglandet et Ålsten à Stockholm en Suède. 

## Description
Höglandsparken est un parc à Bromma dans Västerort. Le parc a été nommé en 1924.
La ligne de tramway Nockebybanan longe la partie orientale du parc entre les stations Ålstens Gård et Höglandstorget. 
Höglandsparken est situé le long de Nockebyvägen, qui commence à Grönviksskälet et traverse tout Höglandet jusqu'à Nockeby torg.
Dans le parc À Höglandsparken se trouve, entre autres, un parc à chiens.
Dans le prolongement vers le nord du Höglandsparken le long de Djupdalsvägen, le parc Einar Forseth est situé à l'angle de Virvelvindsvägen et Djupdalsvägen, en diagonale en face de l'école Höglandsskolan.